# Вале (Беневенто)
Вале је насеље у Италији у округу Беневенто, региону Кампанија.
Према процени из 2011. у насељу је живело 76 становника. Насеље се налази на надморској висини од 629 м.